# الینگن
شهر الینگن در ایالت بایرن در کشور آلمان واقع شده است.